# Microlipophrys bauchotae
Microlipophrys bauchotae är en fiskart som först beskrevs av Nora Wirtz och Hans Bath 1982.  Microlipophrys bauchotae ingår i släktet Microlipophrys och familjen Blenniidae. Inga underarter finns listade i Catalogue of Life.